# Shannon Elizabeth
Shannon Elizabeth Fadal (Houston, Texas, 7 de setembre de 1973), coneguda com a Shannon Elizabeth, és una actriu i exmodel estatunidenca. Va assolir la fama amb la seva aparició a la pel·lícula American Pie el 1999 pel seu paper de Nadia.

## Primers anys
Shannon Elizabeth, d'ascendència siriana, irlandesa, anglesa, alemanya i cherokee, va néixer a Houston i es va criar a Waco, en el mateix estat. Durant els anys de la seva educació secundària, va mostrar molt d'interès en el tennis, arribant a considerar dedicar-s'hi professionalment. Va treballar com a model abans de començar la seva carrera en el cinema.

## Trajectòria professional
Va aparèixer en diverses pel·lícules, inclosa la de terror Jack Frost i Dish Dogs, abans d'aparèixer el 1999 a American Pie, que va ser un gran èxit de guixeta i va obtenir la seva fama per l'escena de webcam on apareix en topless. Posteriorment va aparèixer en altres pel·lícules de Hollywood, incloses Scary Movie, Jay and Silent Bob Strike Back], i Tomcats. Va protagonitzar la sèrie Cuts de la UPN fins que es va cancel·lar al maig del 2006.
L'agost del 1999, va aparèixer despullada a Playboy. El 2000 i 2003 va aparèixer a Maxim i al juny del 2008 en va ser portada. Ha participat també en activitats de doblatge com en el videojoc de 2004 James Bond 007: Everything or Nothing posant la veu a Serena St Germaine. També va formar part de la sisena temporada del programa estatunidenc de ball Dancing with the Stars, fent parella amb Derek Hough.

## Vida personal

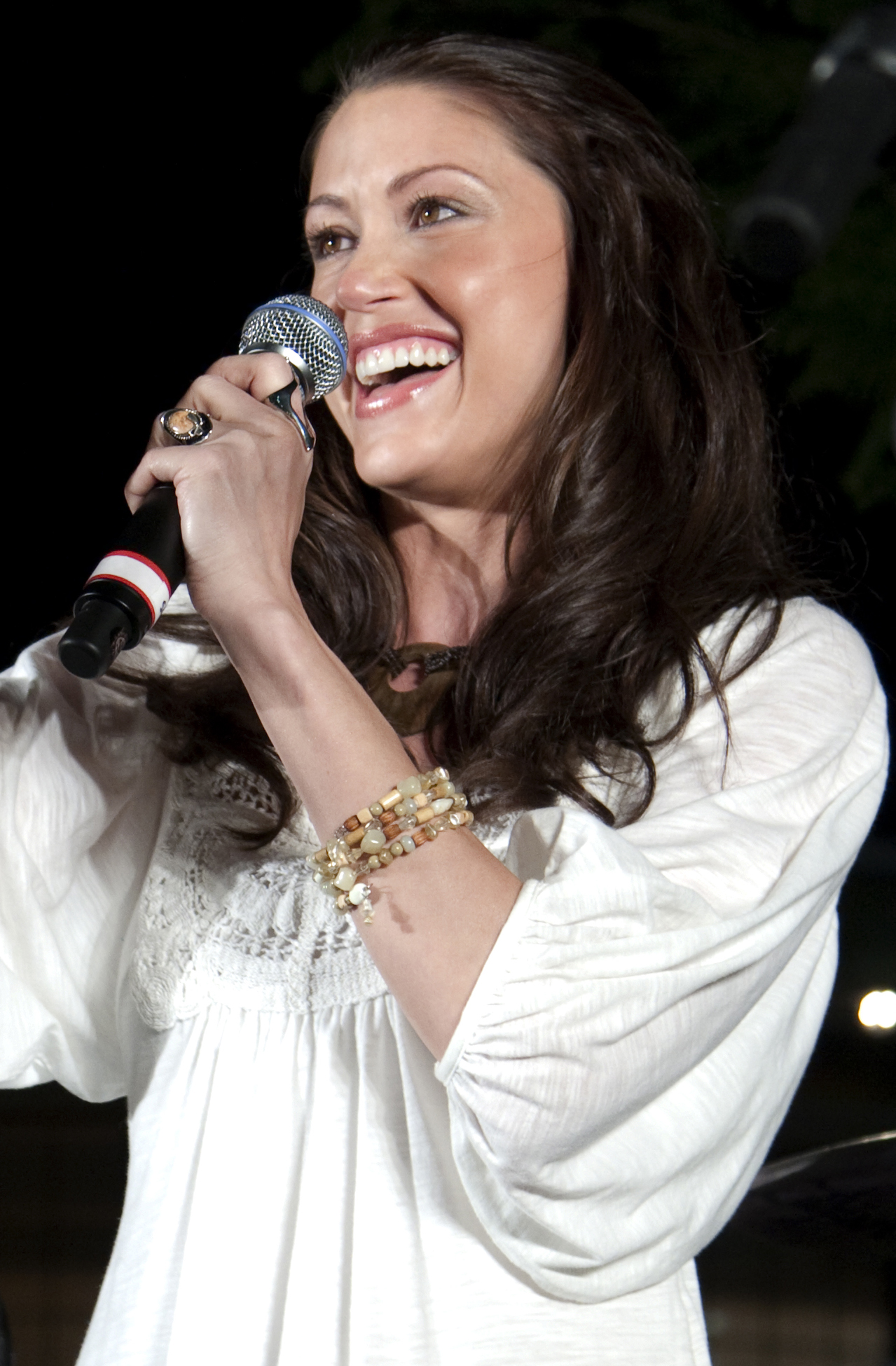
Shannon Elizabeth el març del 2009

Va mantenir una relació amb l'actor Joseph D. Reitman durant 10 anys, inclosos tres anys de matrimoni. La parella es va separar al març del 2005, finalitzant el divorci a finals de juny del mateix any. Després de la seva participació en el programa Dancing with the Stars, va començar a sortir amb la seva parella de ball però la relació va durar només un any.
A la dècada del 2000 va participar de diverses competicions professionals de pòquer.

## Filmografia
Cinema
- Blast (1997)
- Jack Frost (1997)
- American Pie (1999)
- Dish Dogs (2000)
- Scary Movie (2000)
- Seamless (2000)
- Gresca de solters (Tomcats) (2001)
- 13 fantasmes (Thirteen Ghosts) (2001)
- Jay and Silent Bob Strike Back (2001)
- American Pie 2 (2001)
- Love Actually (2003)
- Johnson Family Vacation (2004)
- La veritat sobre el cas Enron (The Crooked E: The Unshredded Truth About Enron) (2005)
- Cursed (2005)
- Confessions of an American Bride (2005)
- The Kid & I (2005)
- The Grand (2008)
- Deal (2008)
- Night of the Demons (2009)
- American Reunion (2012)
- Golden Winter (2012)
- The Outsider (2014)
- Marshall's Miracle (2015)
- Jay and Silent Bob Reboot (2019)

Televisió
- Off Centre (2001)
- The Twilight Zone (2001)
- Punk'd (2003)
- That '70s Show (2003–2004)
- Cuts (2005)
- Thank God You're Here (2007)
- One on One (2004)
- Dancing with the Stars (2008)
- Erin & Allison's Life (2008)
- I Bet You (2008)
- What Not to Wear (2013)
- Melissa & Joey (2013)